# جبل فقعة
جبل فقعة، يقع في بارق أقصي الجنوب الغربي للمملكة العربية السعودية، ويبلغ ارتفاعه حوالي 1600 متر فوق سطح البحر. ومما يميز الجبل عوضا عن ارتفاعه الشاهق وجود الكثير من الحيونات المفترسة في الماضي مثل النمر العربي. كانت تقام قرية فقعة على هذا الجبل وترتفع هذه القرية عن سطح بلاد آل موسى 422 أي حوالي 1000 متر فوق سطح البحر. وتبعد عن الطريق الرئيسي بحوالي 10 كم وقُدر عدد سكانها عام 1970م بنحو 2000 نسمة، نزح أهلها الجبل إلى بلاد آل موسى تدريجياً في سبعينيات القرن الماضي.